# Périphérie bruxelloise
Pour les articles homonymes, voir Bruxelles (homonymie).

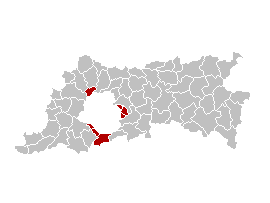
L'ancien arrondissement de Bruxelles-Périphérie dans la province du Brabant flamand.

La périphérie bruxelloise (en néerlandais : « de Brusselse Rand », « de Vlaamse Rand » ou simplement « de Rand », un mot signifiant bord, bordure, limite, marge, lisière…) désigne une zone géographique située autour de la Région de Bruxelles-Capitale. Son contour n'est pas formellement défini, mais concerne des communes situées majoritairement en Brabant flamand.
Elle désigne généralement la partie de l'agglomération de Bruxelles qui ne fait pas partie de la région de Bruxelles-Capitale. Avec la banlieue de Bruxelles, elle forme la ceinture verte de Bruxelles.

## Composition
En Flandre, on parle parfois des 19 communes de la périphérie bruxelloise cela correspond au 19 communes suivantes  : 
- Les 6 communes à facilités : Drogenbos, Kraainem, Linkebeek, Rhode-Saint-Genèse, Wemmel et Wezembeek-Oppem.
- Ainsi que les 13 communes suivantes : Asse, Beersel, Dilbeek, Grimbergen, Hoeilaart, Machelen, Meise, Merchtem, Overijse, Leeuw-Saint-Pierre, Tervuren, Vilvorde et Zaventem.

À ces 19 communes, il faut rajouter deux communes wallonnes : 
- Waterloo;
- Braine-l'Alleud.

Ce qui porte la totalité de la périphérie à 21 communes.
Certains rajoutent à ces communes là parfois également les communes suivantes : 
- en Flandre : Steenockerzeel et Hal
- en Wallonie : Braine-le-Château et Lasne.

## La situation linguistique
- > 80% de francophone
- 50 à 80% de francophone
- 20 à 50% de francophone
- 5 à 20% de francophone

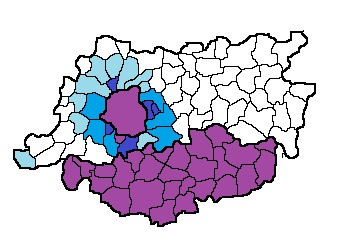
Part de francophone dans l'ancienne province du Brabant.
> 80% de francophone
50 à 80% de francophone
20 à 50% de francophone
5 à 20% de francophone
Sources,,.

La Belgique est un État fédéral, composé notamment de trois régions disposant de larges pouvoirs : la Région flamande, la Région wallonne et la Région de Bruxelles-Capitale. Cette dernière est officiellement bilingue (français-néerlandais), historiquement néerlandophone, mais de nos jours majoritairement francophone (les proportions elles-mêmes faisant l'objet de débats). Les 19 communes bruxelloises sont entourées par la périphérie, qui elle est restée majoritairement néerlandophone, même si certaines communes de la périphérie sont également majoritairement francophones.

### Les six communes à facilités
Si la périphérie bruxelloise est largement néerlandophone, elle comporte néanmoins un nombre important de francophones. Ils sont même majoritaires dans 6 communes qui disposent d'un régime de facilités linguistiques pour les francophones : Wemmel, Kraainem, Wezembeek-Oppem, Linkebeek, Drogenbos et Rhode-Saint-Genèse. Ces six communes sont légalement soumises au même régime linguistique néerlandais officiel que le reste de la Flandre, mais les habitants francophones y bénéficient de facilités d'expression ou d'obtention de documents dans la langue de leur choix (suffrages, administration, justice par exemple). Le Conseil communal, même si la majorité de ses membres est francophone, est en revanche tenu de s'exprimer uniquement en néerlandais en séance, pour les membres de son exécutif, soit le bourgmestre et les échevins. En revanche les autres communes néerlandophones de la périphérie, dont certaines comportent une minorité de francophones, ne disposent pas de facilités linguistiques pour les francophones ; aucune commune en Brabant wallon n'offre d'ailleurs des facilités linguistiques pour les néerlandophones.
Plusieurs francophones souhaiteraient que ces 6 communes soient rattachées à la Région de Bruxelles-Capitale, qui est officiellement bilingue, afin de garantir leurs droits linguistiques. Le gouvernement flamand y opposé car il estime que ce serait une amputation du territoire flamand et la consécration de l’extension de la francisation de Bruxelles. La circulaire Peeters prévoit une interprétation plus restrictive des facilités linguistiques. En effet, les Flamands estiment que ces facilités furent initialement prévues en 1963 pour être provisoires (pour permettre aux francophones de s'adapter au milieu néerlandophone) ; tandis que les francophones en ont une conception différente : ils considèrent plutôt qu'il s'agit de droits linguistiques permanents, étant donné qu'ils sont inscrits dans la Constitution.

### Bruxelles-Hal-Vilvorde
L'arrondissement judiciaire de Bruxelles, appelé aussi "Bruxelles-Hal-Vilvorde" ou BHV, regroupe la région de Bruxelles-Capitale (bilingue) et l'arrondissement administratif de Hal-Vilvorde (néerlandophone, mais comptant de nombreux francophones dont les 6 communes à facilités). L'arrondissement électoral qui lui correspondait regroupait les mêmes communes. Ils se trouvaient tous les deux à cheval sur deux régions : Bruxelles-Capitale et la Flandre ; situation jugée non conforme par la Cour d'arbitrage en ce qui concerne l'arrondissement électoral. De façon générale, les Flamands souhaitaient la scission de ces arrondissement, alors que les francophones de la périphérie étaient opposés à une scission sèche qui, selon eux, amoindrirait leurs droits linguistiques. Cette situation permettait notamment de voter en périphérie flamande pour des candidats de Bruxelles-Capitale, et vice versa. L'arrondissement électoral a été scindé le 31 mars 2014 en deux parties : l'arrondissement de Bruxelles-Capitale et l'arrondissement électoral du Brabant flamand(issu de la fusion de Hal-Vilvorde et l'arrondissement de Louvain) à la suite de la scission politique de BHV. Les 6 communes à facilités ont par contre le choix de voter pour les candidats se présentant au Brabant flamand ou pour les candidats se présentant à Bruxelles.
L'arrondissement judiciaire de Bruxelles est maintenu mais est divisé en deux parquets : un parquet pour Bruxelles-Capitale et un parquet pour Hal-Vilvorde.

### Contentieux politique
Les 13 et 14 mai 2008, une commission d'enquête du Congrès des pouvoirs locaux et régionaux du Conseil de l'Europe a examiné le problème de la non-nomination de trois bourgmestres dans des communes à facilités de la périphérie flamande, Wezembeek-Oppem, Kraainem et Linkebeek. La délégation était dirigée par un Français, et comprenait aussi un Serbe, un Suédois, un expert allemand de la question et deux autres membres français du Congrès. Le ministre flamand de l'administration intérieure Marino Keulen (VLD) avait refusé d'entériner la nomination de ces trois bourgmestres car ils avaient spontanément envoyé en français aux électeurs francophones les convocations électorales pour les élections législatives de 2007, alors qu'ils auraient dû le faire en néerlandais selon l'interprétation flamande officielle de la législation linguistique fédérale, et que seulement plus tard, sur demande, une version en français aurait pu être envoyée. Par ailleurs les bourgmestres ont reconnu qu'au cours du conseil communal on avait parlé en français, alors qu'on devait se servir du néerlandais. C'était enfreindre la loi linguistique. Michel Guégan, le président de la délégation, a trouvé la sanction du refus de nomination disproportionnée par rapport à l'infraction. Selon lui, cela porte atteinte au fonctionnement normal d'une commune. Il s'interroge aussi quant à l'ingérence d'une autorité supérieure sur la nomination de bourgmestres démocratiquement élus. Toujours selon lui, si dans les communes à majorité francophone la langue administrative interne est uniquement le néerlandais, la participation des habitants à la vie politique locale s'en trouve compliquée. Les décisions des rapporteurs ont été jugées ridicules en Flandre. Le ministre compétent, Marino Keulen, les a trouvées « absurdes » puisqu'elles ne tenaient pas compte de la législation linguistique sur laquelle le refus de la nomination s'était fondé. Au sein du parlement européen, Frieda Brepoels (N-VA) a dénoncé « l'arrogance et la légèreté » de la délégation.

### Convention-cadre des minorités
Depuis l'Accord du Lambermont et la signature par la Belgique de la convention-cadre pour la protection des minorités nationales en 2001, la Flandre refuse de ratifier le texte, car celui-ci consacrerait de nombreux droits pour les minorités linguistiques dont entre autres « des conditions qui permettent d'utiliser la langue minoritaire dans les rapports entre ces personnes et les autorités administratives » (art.10).

## Secteurs géographiques

### Périphérie nord (Noordrand)
On peut definir le Noordrand comme le bassin versant du Maalbeek et de la Tangebeek. Il comprend alors les localités suivantes :
- Relegem (commune d'Asse)
- Wemmel (commune à facilités linguistiques)
- Hamme (commune de Merchtem)
- Meise
- Strombeek-Bever, Grimbergen et Beigem
- Koningslo et Beauval (commune de Vilvorde)

### Périphérie est (Oostrand)
On peut définir l'Oostrand comme le bassin versant de la Woluwe. Il comprend alors les localités suivantes :
- Diegem et Machelen
- Woluwe-Saint-Étienne (Sint-Stevens-Woluwe), Zaventem, Sterrebeek, Nossegem et éventuellement Kortenberg
- Kraainem (commune à facilités linguistiques)
- Wezembeek-Oppem (commune à facilités linguistiques)
- Tervuren
- Notre-Dame-au-Bois (Jesus-Eik, en néerlandais) (commune de Overijse et d'Auderghem)
- Hoeilaart

### Périphérie sud (Zuidrand)
On peut definir le Zuidrand comme le bassin versant de la Linkebeek et de la Molenbeek. Il comprend alors les localités suivantes :
- Rhode-Saint-Genèse (commune à facilités linguistiques)
- Linkebeek (commune à facilités linguistiques)
- Drogenbos (commune à facilités linguistiques)
- Beersel
- Waterloo
- La Hulpe

### Périphérie ouest (Westrand)
On peut definir le Westrand comme le bassin versant de la Neerpedebeek, la Vogelzangbeek et de la Molenbeek (occidentale).
Il comprend alors les localités suivantes :
- Zellik (commune de Asse)
- Grand-Bigard (Groot-Bijgaarden), Dilbeek, Itterbeek, Pede-Sainte-Anne et Pede-Sainte-Gertrude
- Boven-Pede (commune de Lennik)
- Vlezenbeek et Zuen (commune de Leeuw-Saint-Pierre)
- Ternat
- Lennik

Westrand est aussi le nom du centre culturel de Dilbeek.